# Annika Mannström
Annika Elisabeth Mannström (geboren Lemström am 10. Juli 1964 in Helsinki) ist eine finnlandschwedische Autorin und ehemalige Segelsportlerin.

## Leben
Annika Mannström ist in Helsingfors (finnisch Helsinki) geboren, aber hat den größten Teil ihres Lebens in Grankulla (Kauniainen) verbracht. Beides sind zweisprachige Städte in der Hauptstadtregion, Grankulla war bis 1973 noch überwiegend schwedischsprachig.
Sie machte 1983 ihr Abitur am schwedischsprachigen Gymnasium in Grankulla (Gymnasiet Grankulla Samskola) und absolvierte bis 1986 eine Grafikerausbildung an der „Schule für Werbegrafik“ (finnisch Mainosgraafikkojen koulu) in Helsingfors. Danach studierte sie Architektur an der Technischen Hochschule in Esbo (Espoo) – ebenfalls in der Hauptstadtregion – sowie Illustration an der RMI Berghs konstskola in Stockholm.
Im Anschluss arbeitete sie eine Zeitlang bei einer Werbeagentur in Åbo (Turku), bevor sie mit ihrer Familie zurück nach Grankulla zog. Später war sie zehn Jahre lang als Graphikdesignerin bei der Warenhauskette Stockmann angestellt. Danach machte sie sich als Illustratorin selbständig.

### Buchautorin und -illustratorin
Im Jahr 2010 gewann Mannström für ihr Kinderbuch „Anton macht Sport“ (schwedisch Anton idrottar, finnisch Antto urheilee) den mit 5000 Euro dotierten finnlandschwedischen Kinderbuchpreis des Verlages Schildts & Söderströms (schwedisch Schildts barnbokstävling). Mannström schrieb das Buch gleichzeitig in einer schwedischen und finnischen Version.

### Segelsportlerin
Als Mitglieder im Nyländska Jaktklubben nahmen Annika Mannström (unter ihrem Geburtsnamen) und ihre jüngere Schwester Bettina Lemström an Wettkämpfen in der 470er-Klasse teil. Das Duo startete unter anderem bei den Olympischen Sommerspielen 1988 in Seoul, wo es den vierten Platz belegte. Bei den Weltmeisterschaften 1986 gewann es Silber, bei den Europameisterschaften 1987 Gold und 1989 Bronze. 1990 beendeten beide Schwestern ihre aktive Sportkarriere.
1986 wurden Annika und Bettina Lemström als finnlandschwedische Sportler des Jahres mit der Auszeichnung Sport-Pressens guldmedalj geehrt.

## Veröffentlichungen (Auswahl)
- 2011 Anton idrottar Helsingfors ISBN 978-951-50-2043-7
- 2011 Antto urheilee Helsinki ISBN 978-951-50-2044-4